# Pogorje Leogang
Pogorje Leogang (nemško Leoganger Steinberge - Leogangške skalne gore) je gorovje v Avstriji v zvezni deželi Salzburg in tvori del Severnih apneniških Alp znotraj Vzhodnih Alp. Pogorje je med dolino Lofer, Saalfelden in Leogang ter skupaj z gorovjem Lofer na severozahodu tvori dva gorska masiva, ki ju ločuje sedlo Römersattel (1202 m), ki pa ju alpska kategorizacija Vzhodnih Alp opredeljuje kot eno samo podskupino (gorovje Lofer in Leogang). Leogangško gorovje je ločeno od Kitzbühelskih Alp na jugu in Steinernes Meer na vzhodu z globoko vrezanimi dolinami. Zanj so značilne visoke planote s strmimi pobočji in ostro valovite visoke krnice.
Kot značilne kraške gore so tudi Leogangške gore prepredene s številnimi jamami. Najbolj znana med njimi je preko 50 km dolga Lamprechtsofen, ki je tik ob zvezni cesti med Loferjem in Saalfeldnom. Izrazita skalna formacija je Melkerloch v jugovzhodni steni gore Birnhorn.
Z 2634 metri je Birnhorn najvišji vrh v tem območju. Vojaško vadišče Hochfilzen, ki ga uporablja avstrijska vojska, leži zahodno od Leoganger Steinberge.

## Sosednja gorovja
Gorovje Leogang meji na naslednje gorske skupine v Alpah:
- Lofer na severozahodu
- Berchtesgadenske Alpe na vzhodu
- Salzburške kristalinske Alpe na jugovzhodu
- Kitzbühelske Alpe na jugu
- gorovje Kaiser na zahodu

## Vrhovi
- Birnhorn: 2634 m
- Kuchelhorn: 2500 m
- Passauerkopf: 2465 m
- Grießener Hochbrett: 2467 m
- Signalkopf:  2462 m
- Großes Rothorn: 2442 m
- Dürrkarhorn: 2280 m
- Hochzint: 2243 m
- Mitterhorn: 2206 m
- Fahnenköpfl: 2142 m
- Brandhorn: 2099 m

## Turizem

### Koče Alpskega kluba
V pogorju Leogang sta le dve planinski koči. Pripadata DAV - Deutscher Alpenverein - nemškemu alpskemu klubu, vendar ju upravljajo lokalni Avstrijci. DAV upravlja sistem Recripical Rights, tako da lahko uživate v veljavnih popustih za člane OEVA - Austrian Alpine Club.
- Lamprechtsofen-Höhlengaststätte: Višina: 664 m nadmorske višine (AA), odprto le podnevi poleti in pozimi, 6 ležišč z vzmetnicami, poleg Bundesstraße od Loferja do Saalfeldna
- Passauer Hut: Višina: 2033 m nadmorske višine (AA), poleti odprta od sredine junija do konca septembra, 45 pogradov, zimska namestitev s 6 ležišči, Dolinski cilji: Leogang, čas hoje: 2,75 ure.

### Planinske koče
- Lettlkaser: višina: 1.441 m nadmorske višine (AA), odprto poleti, brez prenočišč pozimi, brez postelj, destinacije v dolini: Pernerwinkel-Gerstboden (2h hoje), Wiesersberg-Gerstboden (2,5h hoje), Leogang (2h hoje), *Mitterbrand (1,5h hoje)